# 佐々木憲二
佐々木 憲二（ささき けんじ、1947年（昭和22年）1月25日 - 2004年（平成16年）12月17日）は、日本の政治家。元兵庫県養父市長（1期）。兵庫県議会議員（6期）。

## 来歴
兵庫県養父郡八鹿町出身。関西学院大学理学部卒。鐘渕化学に勤務した。
1984年民社党兵庫県議会議員の父、佐々木孝司が死去。これに伴う補欠選挙に民社党公認で立候補し、初当選する。以来6選。県議時代の所属会派は民社党→無所属→自由民主党。2001年から兵庫県議会議長を1年間務めた。
2004年4月1日合併により、養父市が誕生。その翌月行われた市長選挙に立候補し、当選。初代市長となった。市長は1期務め、同年暮れに現職のまま死去した。死没日付をもって叙従五位、旭日小綬章を受章。